# Jeg reiser alene
Jeg reiser alene è un film del 2011 diretto da Stian Kristiansen.
Si tratta del sequel del film Mannen som elsket Yngve (2008). Il film, così come il suo predecessore, hanno avuto un prequel nel 2012, Kompani Orheim.

## Trama
Jarle Klepp è cresciuto ed è ora uno studente di letteratura di 25 anni che ama le donne, la musica rock e la decostruzione. Improvvisamente viene a sapere di avere una figlia di 7 anni, avuta dopo una notte di sesso con una quindicenne. Costretto dalla donna a prendersi cura della figlia, Jarle dovrà adattarsi al ruolo di padre non senza difficoltà. Perdere la fidanzata ma si riavvicinerà alla madre di sua figlia.